# Íñigo Errejón
Íñigo Errejón Galván (/ˈiɲiɣo erreˈxon ɣal'βan/), né le 14 décembre 1983 à Madrid, est un homme politique espagnol et chercheur en sciences politiques à l'université complutense de Madrid.
Il participe à la fondation de Podemos, dont il est le numéro deux entre 2014 et 2017, et le porte-parole parlementaire de 2016 à 2018. Il porte en 2017 un projet politique concurrent de Pablo Iglesias lors du congrès de Podemos mais échoue à remporter la majorité.
Membre du Congrès des députés à partir de 2016, il rompt avec son parti en 2019 pour cofonder Más Madrid avec Manuela Carmena dans la perspective des élections régionales madrilènes du mois de mai. Il décide six mois plus tard de revenir sur la scène politique nationale en créant Más País et retrouve ainsi le Congrès. Ayant rejoint Sumar, il est réélu député en 2023 puis devient en 2024 porte-parole de son groupe parlementaire, qui participe au gouvernement de Pedro Sánchez.
Il se retire de la vie politique en 2024, à la suite d'accusations d'agressions sexuelles.

## Ascendance
Íñigo Errejón Galván, né le 14 décembre 1983 à Madrid, est le fils d'un haut fonctionnaire dans les travaux publics et d'une mère au foyer, tous deux très engagés à gauche. Son père est un « membre éminent » du mouvement Gauche anticapitaliste qui est l'un des signataires du manifeste de Tenerife (es) de 1983 qui donna naissance au parti Les Verts.

## Parcours universitaire
Il consacre sa thèse de doctorat (reçu avec mention très bien) à l’arrivée au pouvoir en Bolivie du Movimiento al Socialismo (MAS), le parti créé par Evo Morales ; il a pour cela vécu à La Paz. Il a également travaillé à Caracas (capitale du Venezuela) comme politologue jusqu'en décembre 2013. Il rencontre Pablo Iglesias à l'université complutense de Madrid, dont sont issus de nombreux cadres de Podemos. Il est membre du comité de rédaction de la revue d'analyse politique Viento Sur.

## Parcours politique

### Premiers pas
Initialement proche du marxisme libertaire, il fait ses premiers pas dans l'activisme politique dans le « Collectif 1984 » à Pozuelo de Alarcón. Íñigo Errejón fonde en 2006 Contrapoder, une association étudiante anticapitaliste ou anti-système,.

### Cadre de Podemos (depuis 2014)
Il est directeur de la campagne de Podemos lors des élections européennes de 2014. En novembre 2014, il intègre, comme d'autres proches collaborateurs du secrétaire général Pablo Iglesias, le conseil de coordination de Podemos (considéré comme l'exécutif du mouvement) au poste de secrétaire politique.

### Député (2016-2019)
Il est directeur de la campagne de Podemos lors des élections générales de 2015. Élu député aux Cortes Generales, il prend ses fonctions le 13 janvier 2016. Six jours plus tard est créé le groupe confédéral Podemos-En Comú Podem-En Marea, dont la présidence revient à Pablo Iglesias, tandis qu'Íñigo Errejón en est désigné porte-parole avec quatre adjoints : Xavi Domènech d'En Comú Podem, Alexandra Fernández d'En Marea, et Irene Montero et Àngela Ballester de Podemos.
Devenu au fil des années un rival interne de Pablo Iglesias au sein de Podemos, il est défait par ce dernier lors des primaires préalable à la deuxième assemblée générale du parti en février 2017, puis relevé de ses deux responsabilités : Irene Montero le remplace comme porte-parole parlementaire et son poste de secrétaire politique est supprimé, même s'il devient secrétaire à l'Analyse stratégique et au Changement politique. Au sein du nouveau conseil de coordination, il ne compte que deux proches sur 15 membres, tandis que les soutiens d'Iglesias occupent dix places. « La grande question, résume Iglesias au sujet de ses désaccord avec Errejón, est de savoir si nous devons rester populistes ou non ». Le premier défend une alliance avec Izquierda Unida, et donc un ancrage à gauche, ainsi que des liens forts avec les luttes et les mouvements sociaux ; le second souhaite approfondir la stratégie populiste en élaborant un discours transversal capable de mobiliser une majorité de citoyens, récusant ainsi tout positionnement à gauche.

### Rupture de 2019
Il annonce dans une lettre ouverte et une vidéo — publiée sur le réseau social Twitter — le 17 janvier 2019 qu'il postulera aux élections du 26 mai suivant dans la Communauté de Madrid sous les sigles de Más Madrid, le projet politique initié deux mois plus tôt par la maire de Madrid Manuela Carmena. Sa décision intervient après des tensions avec le secrétaire général régional de Podemos Ramón Espinar concernant l'accord de coalition électorale avec la Gauche unie (IU). Réagissant à cette décision, Iglesias souhaite « bonne chance à Íñigo dans ce nouveau projet » mais ajoute que « Podemos a une feuille de route choisie par les militants ». Il démissionne quatre jours plus tard de son mandat parlementaire tout en affirmant continuer de faire partie de Podemos. Paradoxalement, son siège revient à Sol Sánchez de IU, alors que c'est l'accord qui prévoyait — entre autres — que Sánchez soit numéro deux d'Errejón aux régionales qui aurait provoqué le départ de ce dernier. Irene Montero indique le 28 janvier que Podemos est prêt au dialogue, y compris avec Errejón, « pour atteindre la plus grande unité possible et vaincre le Parti populaire ». Le mouvement devient ensuite Más País, au positionnement plus modéré que Podemos.

### Accusations de violences sexuelles et retrait de la politique
Le 24 octobre 2024, Íñigo Errejón annonce sa démission du Congrès des députés et son retrait de la vie politique, quelques heures après la publication sur le compte Instagram de la journaliste Cristina Fallarás de témoignages anonymes relatant des comportements misogynes et d’agressions sexuelles de sa part,,, bien qu'il n'y fasse pas référence dans sa lettre de démission. L'actrice et animatrice de télévision Elisa Mouliaá dépose plainte contre lui le lendemain, l'accusant notamment d'avoir sorti son sexe et avoir touché ses seins sans son consentement lors d'une soirée en septembre 2021, dans une chambre qu'il avait fermé à clef,. Une autre femme porte également plainte contre lui pour agression sexuelle.
Peu après, son parti politique, Sumar, indique avoir ouvert une enquête à son encontre quelques jours auparavant. Sumar, fondé sur une idéologie féministe, est lourdement fragilisé par ces accusations, car plusieurs voix, à gauche comme à droite, accusent les cadres du parti d'avoir été au courant des agissements d'Errejón et d'avoir fermé les yeux, ce que le parti dément. Sumar annonce par la suite la mise en place d'une formation obligatoire sur les violences sexistes et sexuelles pour tous ses cadres et que le parti se met à l'« entière disposition » des victimes. Libération note qu'au cours de sa carrière, Íñigo Errejón se positionnait contre les « abus du patriarcat » et comme soutien du « féminisme militant ». Dans sa lettre de démission, il se présente comme ayant une santé mentale dégradée et affirme avoir fait appel à un « accompagnement psychologique ». Selon El Confidencial, il s'agirait de séances pour traiter son « addiction sexuelle et à des substances ».

### Positionnement politique
Íñigo Errejón se décrit comme un « postmarxiste anti-essentialiste ». Il s'inscrit dans la filiation d'Antonio Gramsci et de ses thèses sur l'hégémonie culturelle,, ainsi que d'Ernesto Laclau,. Il se dit également proche de la politologue belge Chantal Mouffe, avec qui il a publié un livre d'entretiens en 2015. Comme elle, il observe, selon le politologue Gaël Brustier, « un véritable épuisement intellectuel, stratégique et politique tant de la social-démocratie que de la gauche radicale la plus traditionnelle ». Tributaire d'un positionnement transversal et remettant en cause le clivage droite-gauche, il défend également un positionnement patriotique et revendique l'appropriation de la notion d'ordre, comme il le déclare au site Le Vent Se Lève : « Le candidat qui l’emporte est celui qui est capable d’hégémoniser la nation, et non d’hégémoniser la gauche ».
Passé par le mouvement libertaire, il défend le fédéralisme dans l'organisation de Podemos tandis que Pablo Iglesias promeut le centralisme. Il prône également un positionnement « transversal » de Podemos (« ni gauche ni droite »).

## Publications
- (es) Íñigo Errejón et Alfredo Serrano, ¡Ahora es cuándo, carajo! : Del asalto a la transformación del Estado en Bolivia, Barcelone, El Viejo Topo, 2011, 300 p. (ISBN 978-84-15216-24-7)
- (es) Íñigo Errejón et Chantal Mouffe, Construir pueblo : Hegemonía y radicalización de la democracia, Icaria Editorial, coll. « Más Madera », 2015, 144 p. (ISBN 978-84-9888-660-3)
  - Íñigo Errejón et Chantal Mouffe (trad. de l'espagnol), Construire un peuple : Pour une radicalisation de la démocratie, Paris, Éditions du Cerf, coll. « Idées », 2017, 256 p. (ISBN 978-2-204-12154-5)